# コミット (データ管理)
コミット (英: commit)は、計算機科学とデータ管理では、一連の暫定的な内容更新を恒久的なものとしてトランザクションの終了をマークし、確定する行為。コミットの記録は、コミットログと呼ばれる。コミットすると動詞的に使われることもある。

## データ管理
SQLのCOMMITステートメントは、関係データベース管理システム（RDBMS）内のトランザクションを終了し、すべての変更を他のユーザー向けに反映する。一般的な形式として、 BEGIN WORKステートメント、1つ以上のSQLステートメント、そしてCOMMITステートメントを発行する。また、 ROLLBACKステートメントで、BEGIN WORKが発行されてからのすべての作業を元に戻すこともできる。 COMMITステートメントは、使用中の可能性のある既存のセーブポイントも解放する。
トランザクションに関しては、コミットの反対語はロールバックで、トランザクションの暫定的な変更を破棄することである。